# Bitwa pod Halbe
Bitwa pod Halbe – bitwa stoczona w dniach od 24 kwietnia do 1 maja 1945 roku. W bitwie zgrupowanie frankfurcko-gubińskie pod dowództwem generała Theodora Bussego zostało pokonane przez Armię Czerwoną podczas operacji berlińskiej.
Zgrupowanie zostało okrążone w regionie Spreewald, położonym na południowy wschód od Berlina. Podjęto próbę ucieczki na zachód przez miasteczko Halbe i przez południową granicę lasu berlińskiego, by połączyć się z 12 Armią dowodzoną przez generała Walthera Wencka z zamiarem marszu na zachód i poddania się aliantom zachodnim. Żeby wykonać ten plan, zgrupowanie musiało przebić się przez trzy pierścienie radzieckich żołnierzy z 1 Frontu Ukraińskiego dowodzonych przez Iwana Koniewa, podczas gdy w tym samym czasie 1 Front Białoruski dowodzony przez Gieorgija Żukowa zaatakował niemiecką straż tylną od północnego wschodu. Po ciężkich walkach kilka tysięcy okrążonych niemieckich żołnierzy zdołało się przebić i osiągnąć względnie bezpieczne pozycje, czyli dojść do niemieckiej 12 Armii. Reszta zginęła lub trafiła do niewoli sowieckiej.

## Geneza
16 kwietnia wojska radzieckie rozpoczęły operację berlińską. Trzy radzieckie fronty zaatakowały linię Odra-Nysa. Przed 21 kwietnia strona radziecka przedarła się przez obronę niemiecką i rozpoczęła okrążanie Berlina. Zgrupowanie frankfurcko-gubińskie broniło wzgórz Seelow. Naprzeciwko stał 1 Front Białoruski Żukowa. Żukow został wyprowadzony z równowagi przez udany atak 1 Frontu Ukraińskiego Iwana Koniewa na Nysę Łużycką. 19 kwietnia wojska niemieckie wycofały się ze wzgórz Seelow, co otworzyło drogę do Berlina 1 Frontowi Białoruskiemu. Z powodu szybkich postępów Koniewa, zgrupowanie zostało okrążone od południa i od wschodu. Od południa przez 3. i 4 Armię Pancerną Gwardii, które przedarły się w głąb frontu, całkowicie okrążając zgrupowanie z zamiarem zaatakowania jego tyłów.

## Okrążenie

### Sytuacja niemiecka
Dowództwo V Korpusu, złapane w pułapkę wraz z 9 Armią na północ od Forst, zostało przekazane 4 Armii Pancernej (część Grupy Armii „Środek”) do 9 Armii (części Grupy Armii „Wisła”, dowodzonej przez generała Gottharda Heinriciego). Korpus wciąż stacjonował w Cottbus. Podczas gdy większość Grupy Armii „Środek” została zmuszona do odwrotu z powodu postępów 1 Frontu Ukraińskiego, Grupa Armii „Środek” wycofywała się wzdłuż linii komunikacyjnych na południowy zachód w kierunku Czechosłowacji. Południowe skrzydło było osłaniane przez 4 Armię Pancerną. Miała ona kilka lokalnych sukcesów, kontratakując na północ przeciw armii 1 Frontu Ukraińskiego. Hitler wydał kilka rozkazów, które świadczyły o tym, że jego znajomość rzeczywistej sytuacji była znikoma. Rozkazał 9 Armii utrzymać Cottbus i atakować radzieckie kolumny zmierzające na północ. To pozwoliłoby na wzięcie wojsk radzieckich w kleszcze na północy, dojście do 4 Armii Pancernej zmierzającej na południe i ochronieniem jej przed zniszczeniem. 3 Armia Pancerna miała atakować na południe i być południowym ramieniem kleszczy, który otoczyłyby 1 Front Białoruski; wtedy zostałby on zniszczony przez III Korpus Pancerny SS dowodzony przez generała Felixa Steinera, prący naprzód na północ od Berlina. Po kilku dniach zastanowienia Steiner wyraźnie dał do zrozumienia, że nie ma potrzeby wystawiać armie na taki wysiłek. Heinrici wyjaśnił sztabowi Hitlera, że jeśli 9 Armia nie wycofa się natychmiast, to zostanie okrążona przez siły radzieckie. Podkreślił, że było za późno również dla oddziałów na północnym zachodzie od Berlina, które muszą się wycofać na zachód.
Podczas popołudniowego omówienia sytuacji na froncie 22 kwietnia Hitler zdenerwował się, gdy zdał sobie sprawę, że jego poprzednie plany nie zostaną wykonane. Oświadczył, że wojna zostanie przegrana, obwiniał generałów i ogłosił, że zostanie w Berlinie do końca, a następnie popełni samobójstwo. Szef sztabu naczelnego dowództwa Wehrmachtu, generał Alfred Jodl, zaproponował wtedy przerzucenie 12 Armii, walczącej dotąd z Amerykanami, do Berlina, ponieważ Amerykanie byli już na Łabie, a szanse, że Amerykanie będą atakować dalej na wschód, nie były duże. Hitler natychmiast podjął decyzję i w ciągu kilku godzin dowódca wojska, generał Walther Wenck, dostał rozkaz odstąpienia od walki z Amerykanami i przejścia 12 Armii na północny wschód, by wesprzeć Berlin. Wtedy sztab Hitlera doszedł do wniosku, że gdyby zgrupowanie przeniosło się na zachód, to mogłoby połączyć się z 12 Armią. Wieczorem Heinrici dostał pozwolenie na wykonanie tego połączenia. Pomimo że w zamiarze Hitlera 12 Armia miała się przebić do Berlina, a zgrupowanie miało dojść do 12 Armii i pomóc im, nic na to nie wskazuje, że generałowie Heinrici, Busse lub Wenck uważali to za możliwe posunięcie. Zgoda Hitlera na przebicie się zgrupowania frankfurcko-gubińskiego do 12 Armii pozwoliła jednak utworzyć lukę, przez którą oddziały niemieckie mogły wycofać się na zachód i następnie skapitulować przed Amerykanami. Busse i Wenck uzgodnili między sobą, że wolą poddać się Amerykanom. Plan został wykonany, gdy krótko po północy 25 kwietnia Busse wydał rozkaz: „zdecydować o najlepszym kierunku ataku”.

### Sytuacja zgrupowania frankfurcko-gubińskiego
Przed okrążeniem zgrupowanie poniosło duże straty w bitwie o wzgórza Seelow. Szacuje się, że na początku okrążenia zgrupowanie dysponowało: 1000 dział i moździerzy, 79 czołgami i ok. 150-200 wozami bojowymi oraz 80 000 żołnierzami (oddziały zgrupowania będące w okrążeniu to: XI Korpus SS, V Korpus Górski SS i nowo sformowany V Korpus, ale również żołnierze z garnizonu frankfurckiego). XI Korpus Pancerny SS wystawił 36 czołgów, wliczając w to 14 Tygrysów II z 502 Ciężkiego Batalionu Pancernego SS.
W dniach 25 i 26 kwietnia próbowano dostarczać zapasy z powietrza, ale nie było to możliwe, ponieważ samoloty, które miały zaopatrywać okrążonych żołnierzy, nie mogły znaleźć punktów zrzutu i nie znały ich pozycji. Kocioł, w którym znajdowało się zgrupowanie, na skutek działań 1 Frontu Białoruskiego i 1 Frontu Ukraińskiego stopniowo przesuwał się w kierunku jezior i lasów w Spreewaldzie, na południowy wschód od Fürstenwalde/Spree. Dowódcy radzieccy, po przebiciu się Armii Czerwonej i otoczeniu głównego celu (Berlina), do walki z okrążonym zgrupowaniem wysłali więcej żołnierzy. 25 kwietnia w godzinach popołudniowych 3., 33. i 69 Armia radziecka, jak również 2 Samodzielny Korpus Kawalerii Gwardii (który był zdolny do przemieszczania się w trudnym lesistym terenie), zgodnie z rozkazami dowódcy 1 Frontu Białoruskiego Grigorija Żukowa zaatakowały zgrupowanie frankfurcko-gubińskie od północnego wschodu. Koniew wiedział, że jeśli zgrupowanie chce przerwać okrążenie i wycofać się na zachód, to będzie musiało przejść przez autostradę z Berlina do Drezna przez łańcuch jezior niedaleko Teupitz. Tego samego dnia Żukow do ataku na północny wschód wysłał 3 Armię Gwardii wspartą przez 28 Armię, która miała zabezpieczyć drogę ucieczki przez autostradę z Berlina do Drezna.

### Sytuacja radziecka
Radzieckie siły, które atakowały zgrupowanie, dysponowały: 280 000 żołnierzami, 7400 działami i moździerzami, 280 czołgami i działami samobieżnymi oraz 1500 samolotami. Siły powietrzne dysponowały sześcioma korpusami lotniczymi. Dodatkowo 25 kwietnia jako wzmocnienie doszła 1 Dywizja Artylerii Przełamania Gwardii. 128 Korpus Strzelecki z 28 Armii stacjonował w pobliżu Mittenwalde i Motzen. 3 Gwardyjski Korpus Strzelecki znajdował się w Tornow, Radeland, Baruth i Golßen. 120 Korpus Strzelecki z 3 Armii Gwardii stacjonował na południe od Halbe. 21 Korpus Strzelecki ustawiony był wzdłuż autostrady z Drezna do Berlina, w okolicach Lubina. 102 Korpus Strzelecki z 13 Armii i 117 Dywizja Strzelecka bazowała w Luckenwalde. 280 Dywizja Strzelecka z 27 Korpusu Strzeleckiego stacjonowała w Jüterbog. 9 Korpus Zmechanizowany i 71 Brygada Zmechanizowana z 3 Armii Pancernej Gwardii znajdowała się pomiędzy Teupitz a Neuhof. 68 Brygada Pancerna Gwardii z 4 Armii Pancernej Gwardii była rozmieszczona w Kummersdorf-Gut (obecnie dzielnica Am Mellensee). 3 Armia Gwardii i 13 Armia przez całą bitwę walczyły we wzmocnionym składzie, ponieważ miały przełamać niemieckie pozycje (posiłki zostały rozmieszczone od Teurow do Briesen – obecnie dzielnica Halbe – i oddane pod dowództwo 3 Armii Gwardii).

## Ucieczka

### Atak 12 Armii i plan zgrupowania frankfurcko-gubińskiego
Od 24 kwietnia 12 Armia próbowała odciążyć zgrupowanie wraz z XX Korpusem Generała Wencka, który atakował ze wschodu i północy. W nocy 3 Dywizja RAD zaatakowała sowiecki 5 Korpus Zmechanizowany Gwardii pod dowództwem generała Jermakowa, niedaleko Treuenbrietzen. Następnego dnia Dywizja „Scharnhorst” zaczęła walczyć z wojskami radzieckimi w okolicy Beelitz – uderzyli oni na 4 Armię Pancerną Gwardii i 6 Korpus Zmechanizowany Gwardii w otwartą flankę, a następnie przebili się przez straż tylną. Podczas gdy Dywizja „Ulrich von Hutten” próbowała dostać się do Poczdamu wraz z dywizją „Scharnhorst”, aby otworzyć korytarz do Berlina, inne oddziały 12 Armii, jak uzgodnił Wenck z Busse, miały uderzać na wschód, by dojść do zgrupowania. Busse powiedział Wenckowi, że zgrupowanie trzeba przesuwać na zachód jak gąsienicę. Zgodnie z planem generała Busse ciężkie tygrysy królewskie z 502 Ciężkiego Batalionu Pancernego SS miały być na przodzie gąsienicy. Ta przenośnia jest uzasadniona, ponieważ „głowa” prowadziła straż tylną („ogon”), która była zajęta walką i męczącym wycofywaniem się z pozycji przed radzieckimi siłami.
W nocy z 25 na 26 kwietnia Hitler wydał nowe rozkazy dla zgrupowania i 12 Armii. Zgodnie z nimi:
- 12 Armia miała rozbić 4 Armię Pancerną Gwardii, żeby osiągnąć linię od Beelitz do Ferch, oraz atakować na wschód, by połączyć się ze zgrupowaniem.
- Zgrupowanie miało utrzymać zachodni front od Spreewaldu do Fürstenwalde/Spree i atakować na zachód do połączenia się z 12 Armią.
- Po połączeniu armii miały one atakować na północ i zrobić korytarz otwierający okrążenie Berlina[14].

Ostatnia narada dowódców zgrupowania odbyła się 28 kwietnia. W tym dniu stracono kontakt z V Korpusem i V Korpusem Górskim SS. Na naradzie stwierdzono, że jedyna możliwa trasa ucieczki prowadzi przez Halbe. Dla dowództwa radzieckiego manewr ten był łatwy do przewidzenia. Zgrupowanie było w innej sytuacji – nie miało informacji o rozmieszczeniu radzieckich sił między sobą a 12 Armią. Dalsze dowodzenie i kontrola nad zgrupowaniem stało się niemożliwe. Nie było prawie żadnych kontaktów między sztabem zgrupowania a Grupą Armii „Wisła” i słaby kontakt pomiędzy formacjami zgrupowania. Liczba map była niewystarczająca do planowania działań bojowych.
W książce Rzeź pod Halbe Tony le Tissier oskarża generała Bussego o nieumiejętne dowodzenie, nieodpowiednią kontrolę nad okrążoną armią, co spowodowało duże straty w ludziach. Le Tissier pisze też, że Busse przenosząc sztab zgrupowania frankfurcko-gubińskiego stracił kontakt z niektórymi jednostkami zgrupowania. Le Tissier oskarża również Busse o nieodpowiednie wsparcie pierwszej próby uwolnienia się z okrążenia. Grupa uderzeniowa zgrupowania 28 kwietnia składała się z 502 Ciężkiego Batalionu Pancernego SS i z pozostałości Dywizji Grenadierów Pancernych „Kurmark”. Jednostki te zostały podzielone na dwa kliny. W północnym klinie znajdował się 502 Ciężki Batalion SS, sztab 9 Armii, sztab XI Korpusu Pancernego SS i sztab Dywizji Grenadierów Pancernych „Kurmark”. Resztki z 21 Dywizji Pancernej miały uderzyć na północny zachód, a resztki 32 Ochotniczej Dywizji Grenadierów SS „30 Januar” miały osłaniać wschód i pełnić funkcje straży tylnej.

### Pierwsza próba ucieczki
Wieczorem 25 kwietnia Busse stworzył dwie grupy uderzeniowe: Kampfgruppe von Luck, składającą się z 21 Dywizji Pancernej, i Kampfgruppe Pipkorn, składającą się z 35 Dywizji Grenadierów Policji SS. Obie grupy były nazwane od nazwisk dowódców. Miały się przebić do Baruth/Mark dla uzyskania korzyści z dróg do Luckenwalde i Jüterbog. Grupa von Lucka składała się głównie ze 125 Pułku Grenadierów Pancernych i 22 Pułku Pancernego i miała ruszyć na Halbe, a grupa Pipkorn składała się z pozostałości 35 Dywizji SS z czołgami z 10 Dywizji Pancernej SS i miała ruszyć na Schleepitz. Von Luck dostał rozkaz utworzenia i utrzymania korytarza do wycofania zgrupowania z okrążenia. Grupa von Lucka zdobyła dużą część autostrady z Berlina do Drezna, do momentu uderzenia radzieckiej 50 Dywizji Gwardii z Baruth, która została wzmocniona przez czołgi Stalina (czołgi z serii IS). Grupa Pipkorna uderzyła na 329 Dywizję Strzelecką, która wkrótce rozproszyła się i dzięki temu niektóre Pantery dotarły do Baruth.
Walka pozycyjna rozwinęła się przy Baruth, przebicie się przez pozycje stało się dla sił niemieckich niemożliwe. Busse nakazał von Luckowi, żeby jego oddziały stacjonowały blisko Baruth, ale zaprzestały atakowania. Luck nie posłuchał rozkazu, rozwiązał grupę bojową i pozwolił żołnierzom na rozproszenie się i wyjście z okrążenia. Nazajutrz bitwa dalej trwała koło Baruth. Uszkodzone cysterny (w których w dalszym ciągu było paliwo) były podprowadzane przed radzieckie okopy i wysadzane. W ten sposób zniszczono kilka czołgów. Kanistry z paliwem dostarczane były drogą powietrzną, ale siła grupy bojowej była niewystarczająca, aby powstrzymać radziecki kontratak. Około południa, ciężki atak z powietrza 4 Korpusu Lotnictwa Dalekiego Zasięgu i powtarzające się ataki 1. i 2 Korpusu Lotnictwa Myśliwskiego spowodował ciężkie straty i chaos. Radzieckie raporty mówiły, że dwie grupy bojowe zostały zniszczone, 5000 żołnierzy trafiło do niewoli, 40 czołgów i dział samobieżnych zostało zniszczonych, a prawie 200 dział i moździerzy trafiło w ręce radzieckie. Straty w ludziach i broni były dotkliwym ciosem dla oddziałów, które próbowały uwolnić zgrupowanie frankfurcko-gubińskie. Pipkorn, dowódca drugiej grupy bojowej, zginął podczas bitwy. Luck 27 kwietnia trafił do niewoli. Niewielu z ocalałych żołnierzy doszło do Łaby.

### Druga próba ucieczki
Następnego ranka niemieckie rozpoznanie znalazło słaby punkt pomiędzy dwoma armiami radzieckimi. Niemcy przeszli przez autostradę i weszli w lukę przed wojskami radzieckimi. W luce toczyły się bardzo ciężkie walki z nieustannymi atakami 2 Armii Lotniczej. Przez całą bitwę radzieckie lotnictwo wykonało 2459 lotów bojowych i 1683 lotów bombowych. Niemcy stwierdzili, że nie mogli używać pojazdów opancerzonych, bo były narażone na zniszczenia na drogach, gdyż panujące w powietrzu radzieckie lotnictwo mogłoby w łatwy sposób unieszkodliwić pojazdy. Poza tym pojazdy miały słabą przyczepność na piaszczystych glebach lasów sosnowych. Niemieckiemu rozpoznaniu udało się dojść do skrzyżowania drogi krajowej B96, na południe od Zossen i na północ od Baruth, gdzie zostali zauważeni przez samolot Luftwaffe.
Hitler był wściekły, gdy zrozumiał, że Busse nie miał zamiaru pomóc w Berlinie, tylko uciec na zachód. Hitler wysłał kilka rozkazów, domagając się przebicia do zgrupowania od strony Berlina, ale nie otrzymał odpowiedzi. W ciągu nocy i następnego dnia (27 kwietnia) Niemcy ponownie zaatakowali w dwóch miejscach – na południu od Halbe i na północy od Teupitz. Atak nie powiódł się, ponieważ dużo grup uderzeniowych nie wykonało swojego zadania, chociaż dzień wcześniej niektóre oddziały przerwały radzieckie linie. Linie frontu nie były ciągłe, ponieważ w gęstej części lasu widoczność spadała do kilku metrów i możliwość zasadzki rosła. Było to problemem dla obu stron. Dym z płonącego lasu trochę pomógł Niemcom, ponieważ chronił ich przed rozpoznaniem i atakiem z powietrza. Jednak ranni żołnierze niemieccy nie mogli uciec przed płomieniami. Było to również problemem dla wielu niemieckich pododdziałów, gdyż bez kompasów i bez widocznego słońca trudno było określić, w którym kierunku się poruszają. Piaszczysta gleba uniemożliwiała kopanie lisich nor (pojedynczych okopów) i nie było czasu na stworzenie rozbudowanej sieci okopów, które ochroniłyby żołnierzy przed drzazgami – ostrzał artylerii i czołgów celowo mierzony był w drzewa kilka metrów nad ziemią.

### Trzecia próba ucieczki
W nocy z 28 kwietnia Niemcy dokonali zmasowanego ataku w okolicach Halbe. Udało im się przebić przez 50 Dywizję Gwardii i stworzyć korytarz z Halbe na zachód, ale zapłacili za to wysoką cenę. 28 i 29 kwietnia siły radzieckie wzmocniły flanki i zaatakowały od południa, strzelając z katiusz i artylerii skoncentrowanej w okolicach Halbe. Do tego czasu Niemcy zostali rozproszeni na dużym obszarze. Straż tylna była przy Storkow, a oddziały rozpoznawcze połączyły się z 12 Armią w Beelitz. W Halbe było najwięcej żołnierzy niemieckich. Radziecki plan bitwy zakładał, że „gąsienicę” trzeba rozbić na segmenty, a następnie każdy segment rozbić osobno. Niemiecki plan bitwy opierał się na kontynuacji marszu na zachód.
Sytuacja w Halbe była dla Niemców rozpaczliwa. Oddziały rozpoznawcze nie wiedziały, co mają robić. Pomiędzy żołnierzami Waffen-SS a żołnierzami Wehrmachtu dochodziło do wielu nieporozumień. W Halbe niektórzy cywile, litując się nad bardzo młodymi żołnierzami (Dzieci-żołnierze), przekazywali im cywilne ubrania.
W ciągu następnych dni walki żołnierze zaczęli popełniać błędy. Gdy Niemcy atakowali i zdobywali stanowiska radzieckie, Armia Czerwona kontratakowała nie tylko siłami piechoty, lecz również artylerii i lotnictwa. Straty obu stron były bardzo wysokie. Walki ustały na przełomie kwietnia i maja. Kilka tysięcy żołnierzy dotarło do 12 Armii, przebijając się przez pierścień okrążenia, w tym dowódca zgrupowania gen. Busse. Pomimo że bitwa się skończyła, nie był to koniec walk. 12 Armia i resztki zgrupowania frankfurcko-gubińskiego walczyły o dotarcie do Łaby, aby poddać się Amerykanom. Większość z tych, którzy uciekli, było znów okrążonych na zachód od Luckenwalde przez 4 Armię Pancerną Gwardii. 7 maja zgrupowanie i 12 Armia przekroczyły Łabę i złożyły broń przed armią amerykańską.

## Skutki bitwy
Obie strony poniosły duże straty. Zginęło około 30 000 niemieckich żołnierzy, których pochowano na cmentarzu w Halbe. Armia Czerwona twierdziła, że zginęło 60 000 Niemców, a 120 000 zostało wziętych do niewoli. Armia Czerwona straciła 20 000 żołnierzy, większość z nich jest pochowanych obok drogi z Baruth do Zossen. Szacuje się, że w bitwie zginęło 10 000 cywilów.

## Zestawienie sił obu stron

### ZSRR

#### Oddziały1 Frontu Ukraińskiegobiorące udział w walkach
Dowódcą 1 Frontu Ukraińskiego był marszałek Związku Radzieckiego Iwan Koniew
- 3 Gwardyjska Armia (między innymi 329 Dywizja Strzelecka, 50 Gwardyjska Dywizja, 120 Korpus Strzelecki i 21 Korpus Strzelecki) – gen. płk Wasilij Gordow
- 13 Armia (między innymi 102 Korpus Strzelecki, 117 Dywizja Strzelecka i 27 Korpus Strzelecki) – gen. płk Nikołaj Puchow
- 28 Armia (między innymi 128 Korpus Strzelecki i 3 Gwardyjski Korpus Strzelecki) – gen. por. Aleksandr Łuczinski
- 3 Gwardyjska Armia Pancerna (9 Korpus Zmechanizowany i 71 Brygada Zmechanizowana) – gen. por. Paweł Rybałko
- 4 Gwardyjska Armia Pancerna (między innymi 5 Gwardyjski Korpus Zmechanizowany i 68 Gwardyjska Brygada Pancerna) – gen. płk Dmitrij Leluszenko
- 2 Armia Lotnicza (między innymi 2 Korpus Lotnictwa Myśliwskiego) – gen. płk Stiepan Krasowski
- 1 Gwardyjska Dywizja Artylerii Przełamania

#### Oddziały1 Frontu Białoruskiegobiorące udział w walkach
Dowódcą 1 Frontu Białoruskiego był marszałek Związku Radzieckiego Gieorgij Żukow
- 3 Armia – gen. płk Aleksandr Gorbatow
- 33 Armia – gen. płk Wiaczesław Cwietajew
- 69 Armia – gen. płk Władimir Kołpakczi
- 2 Gwardyjski Samodzielny Korpus Kawalerii – gen. por. Władimir Kriukow
- 16 Armia Lotnicza (między innymi 1 Korpus Lotnictwa Myśliwskiego) – gen. płk Siergiej Rudienko

#### Wojska lotnicze dalekiego zasięgu biorące udział w walkach
- 18 Armia Lotnicza (między innymi 4 Korpus Lotnictwa Dalekiego Zasięgu) – Główny Marszałek Lotnictwa ZSRR Aleksandr Gołowanow

### III Rzesza

#### 9 Armia
9 Armia Dowódcą 9 Armii był gen. piech. Theodor Busse.
- V Korpus Górski SS (między innymi 32 Ochotnicza Dywizja Grenadierów SS „30 Januar”) – SS-Obergruppenführer Friedrich Jeckeln
- XI Korpus SS (między innymi Dywizja Grenadierów Pancernych „Kurmark”) – SS-Obergruppenführer Matthias Kleinheisterkamp
- 35 Dywizja Grenadierów Policji SS – SS-Standartenführer Rüdiger Pipkorn

#### 4 Armia Pancerna[2]
Dowódcą 4 Armii Pancernej był gen. wojsk panc. Fritz Gräser
- 21 Dywizja Pancerna – gen. lejtn. Werner Marcks
- V Korpus Armijny – gen. art. Kurt Wäger
- 10 Dywizja Pancerna SS „Frundsberg” – SS-Obersturmbannführer Franz Roestel

#### 12 Armia
12 Armia. Dowódcą 12 Armii był gen. wojsk panc. Walther Wenck
- XX Korpus Armijny (między innymi 3 Dywizja RAD, Dywizja „Scharnhorst” i Dywizja „Ulrich von Hutten”) – gen. kaw. Karl-Erik Köhler
- XXXIX Korpus Pancerny – gen. lejtn. Karl Arndt
- XXXXI Korpus Pancerny – gen. lejtn. Rudolf Holste
- XXXXVIII Korpus Pancerny – gen. wojsk panc. Maximilian von Edelsheim[22]